# Cotica

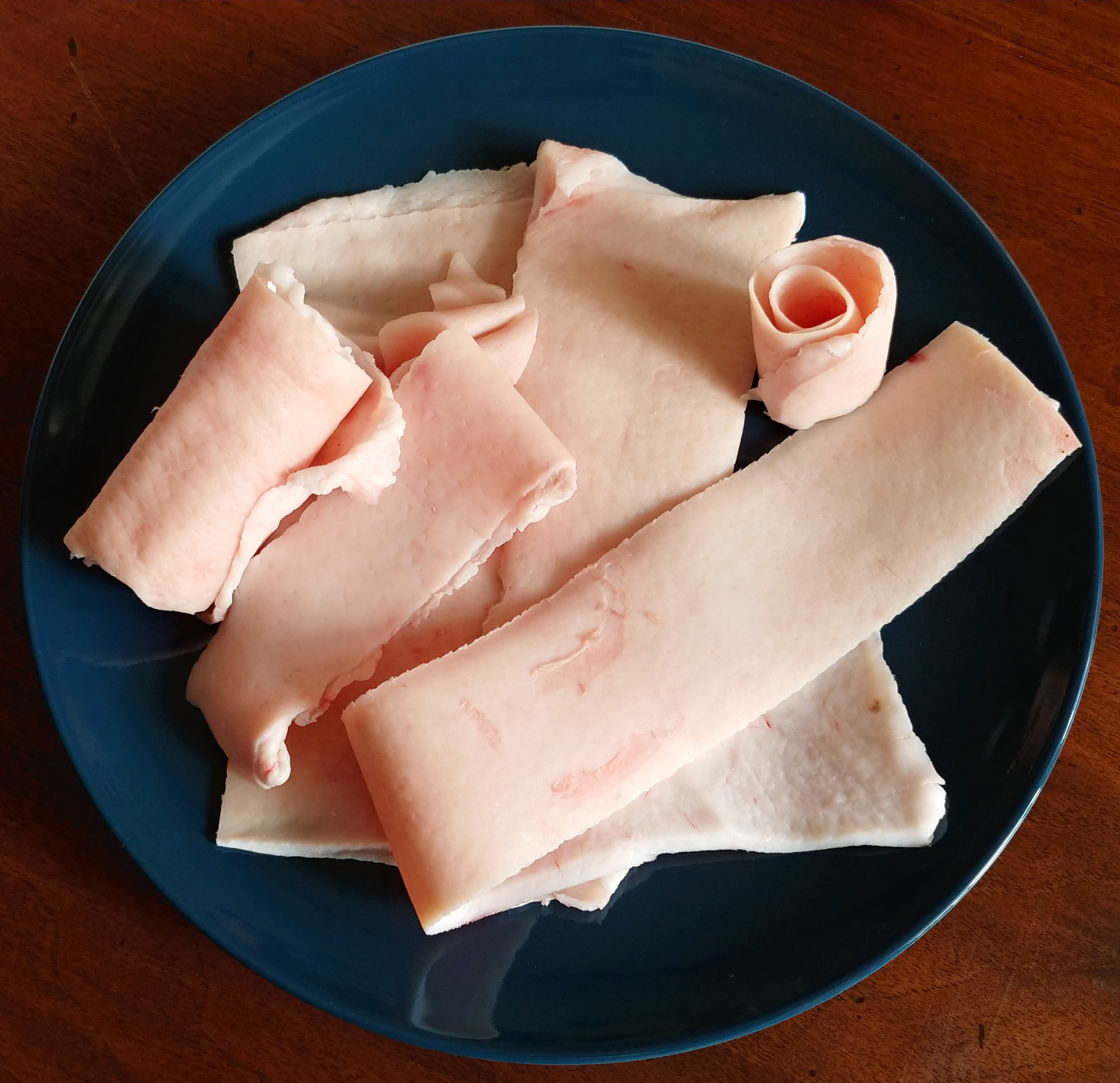
Cotiche fresche crude

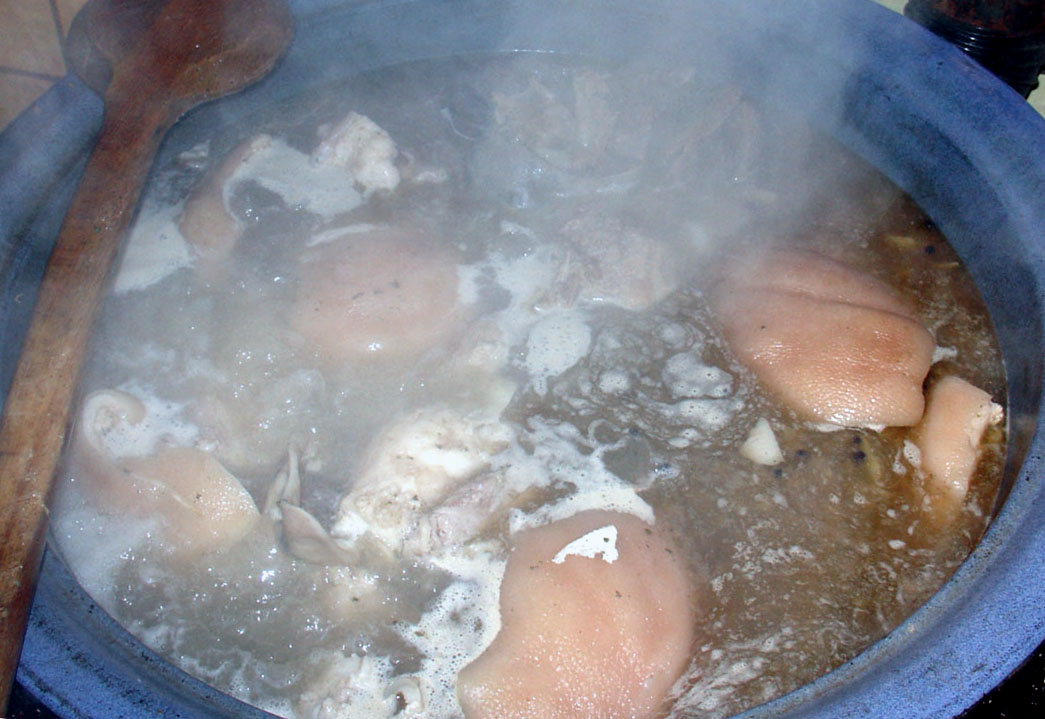
Cotiche in cottura

La cotica o cotenna è la pelle del maiale. Viene usata in cucina come alimento, entra come ingrediente principale in alcuni piatti tradizionali italiani come i fagioli con le cotiche o la Cassœula. Usata per oltre tre millenni nella cucina contadina, secondo il dettame del maiale non si butta via niente, riscuote meno successo nell'alimentazione odierna, che presta attenzione all'apporto di calorie e ai grassi.

## Etimologia
Dal tardo latino cùtica, formato su cutis ossia pelle, e dal greco antico, kytos, skytos, cuoio, pelle, copertura.

## Salumi

Punteruolo per forare cotenne

Fa parte, con carne, grasso e spezie, della composizione di alcuni salumi da cuocere. I cotechini prendono appunto il nome dalle cotiche che li compongono. Con altre parti considerate di scarto entra nella composizione di alcuni tipi di soppresse e coppe di testa. Nel cappello del prete e nello zampone di Modena costituisce anche l'involucro che racchiude l'impasto macinato.

## Piatti a base di cotica
- Braciola di cotica (piatto tipico della cucina tradizionale napoletana)
- Cicciolata
- Cotechino
- Fagioli dell'occhio con le cotiche (in cremonese fasulin de l'öc' cun le cudeghe), piatto contadino caratteristico della provincia di Cremona. Si presenta come una zuppa di cotiche, fagioli dell'occhio e verdure.
- Fagioli grassi
- Frittole (gastronomia calabrese)
- Scorzèta
- Zampone